# Patti Astor
Patti Astor (Cincinnati, 17 de marzo de 1950-Hermosa Beach, 9 de abril de 2024), fue una artista y actriz estadounidense. Tuvo un papel destacado en las películas underground en Nueva York de 1970 y en la escena artística del East Village de 1980 y participó en la divulgación temprana del hip hop.

## Biografía
Patti Astor se crio en Cincinnati, Ohio donde fue miembro fundador del Cincinnati Civic Ballet. Su espíritu aventurero la llevó a la ciudad de Nueva York a los 18 años (en 1968) al Barnard College, pero pronto lo dejó para asumir un papel de liderazgo en el grupo contra la guerra de Vietnam  (Students for a Democratic Society). Pasó dos años y medio de su vida como una joven revolucionaria. Al final de esa guerra, viajó por los Estados Unidos y Europa con su espectáculo de baile, A Diamond As Big As The Ritz.
Falleció el 9 de abril de 2024 a los 74 años, en Hermosa Beach.